# Varsoviella
Varsoviella es un género de foraminífero bentónico de la subfamilia Varsoviellinae, de la familia Globotextulariidae, de la superfamilia Ataxophragmioidea, del suborden Ataxophragmiina y del orden Loftusiida. Su especie tipo es Varsoviella pazdroae. Su rango cronoestratigráfico abarca desde el Campaniense hasta el Maastrichtiense (Cretácico superior).

## Discusión
Clasificaciones previas hubiesen incluido Varsoviella en el suborden Textulariina, en el orden Textulariida o en el orden Lituolida. Se ha propuesto Paleovarsoviella para sustituir a Varsoviella, el cual ha sido considerado homónimo posterior de Varsoviella Gieysztor & Wiszniewski, 1947. Por la misma razón, la subfamilia Paleovarsoviellinae ha sido propuesta para sustituir a la subfamilia Varsoviellinae.

## Clasificación
Varsoviella incluye a las siguientes especies:
- Varsoviella kozminskii †
- Varsoviella pazdroae †